# قزل‌آلای نوارقرمز رودخانه مک‌کلاد
قزل‌آلای نوارقرمز رودخانه مک‌کلاد (نام علمی: Oncorhynchus mykiss stonei) نام یک زیرگونه از گونه قزل‌آلای رنگین‌کمان است.